# Alexandru Mareș
Alexandru Mareș  (n. 8 noiembrie 1936, Turnu Măgurele) este un lingvist si filolog român.

## Biografie
A făcut studii secundare la Turnu Severin, Oradea, Pitești și București. Este licențiat al Facultății de Filologie a Universității din București (1960). Doctor în filologie cu teza Filigranele hârtiei întrebuințate în țările române în secolul al XVI-lea (1987). Este cercetător științific gradul I și șef de sector la Institutul de Lingvistică „Iorgu Iordan - Alexandru Rosetti” al Academiei Române din București. Are preocupări științifice legate de filologia română (critica textuală și tehnica edițiilor), dialectologia istorică și filigranologie. Coordonator, împreună cu Ion Gheție, al colecției „Cele mai vechi cărți populare în literatura română”.
În 2023 a fost ales membru de onoare al Academiei Române.

## Lucrări publicate

### Volume
- Filigranele hârtiei întrebuințate în țările române în secolul al XVI-lea  (1987)
- Scriere și cultură românească veche  (2005)
- Cărți populare din secolele al XVI-lea – al XVIII-lea. Contribuții filologice  (2006)
- Scrierea tainică la români  (2007)

### Ediții
- Liturghierul lui Coresi  (1969)
- Documente și însemnări românești din secolul al XVI-lea (în colaborare) (1979)
- Crestomația limbii române vechi, vol. I (1521-1639), coordonator  (1994); ediția a II-a (2016)
- Cărți populare de prevestire. Cele douăsprezece vise în tâlcuirea lui Mamer. Învățătură despre vremea de apoi a prorocului Isaia, studii monografice, ediție, glosar  (2003)

### Volume colective
- Graiurile dacoromâne în secolul al XVI-lea (în colaborare cu Ion Gheție)  (1974)
- Introducere în filologia românească (în colaborare cu Ion Gheție)  (1974)
- Cele mai vechi texte românești. Contribuții filologice și lingvistice  (1982)
- Originile scrisului în limba română (în colaborare cu Ion Gheție)  (1985)
- Diaconul Coresi și izbânda scrisului în limba română (în colaborare cu Ion Gheție) (1994)
- De când se scrie românește? (în colaborare cu Ion Gheție) (2001)
- Manuel de la philologie de l'édition, De Gruyter (2015)

## Afilieri
- Membru în Comitetul de redacție al revistei „Limba română” (redactor-șef adjunct)

## Premii
- Premiul „Timotei Cipariu” al Academiei Române (1969)